# 100 років Чернівецькому музично-драматичному театру ім. О. Кобилянської (срібна монета)
«100 ро́ків Черніве́цькому музи́чно-драмати́чному теа́тру ім. О. Кобиля́нської» — ювілейна монета номіналом 10 гривень, випущена Національним банком України, присвячена архітектурному шедевру початку XX століття, окрасі міста — Чернівецькому музично-драматичному театру ім. О.Кобилянської, збудованому в 1904–1905 роках за проектом австрійських архітекторів Фердинанда Фельнера і Германа Гельмера.
Монету введено в обіг 6 жовтня 2005 року. Вона належить до серії «Інші монети».

## Опис монети та характеристика
| Номінал грн. | Метал            | Маса, г      | Діаметр, мм | Якість виготовлення | Гурт     | Тираж, штук |
| ------------ | ---------------- | ------------ | ----------- | ------------------- | -------- | ----------- |
| 10           | срібло 925 проби | 31,1 / 33,62 | 38,6        | пруф                | рифлений | 5 000       |

### Аверс
На аверсі монети зображено скульптурну композицію з Мельпоменою (символ сценічного мистецтва), яка прикрашає портал театру, праворуч від неї — малий Державний Герб України та півколом розміщено написи: угорі — «УКРАЇНА», унизу — «ДЕСЯТЬ ГРИВЕНЬ», під скульптурною композицією позначення металу, його проби — Ag 925, маси в чистоті — 31,1, логотип Монетного двору Національного банку України та рік карбування монети — 2005.

### Реверс

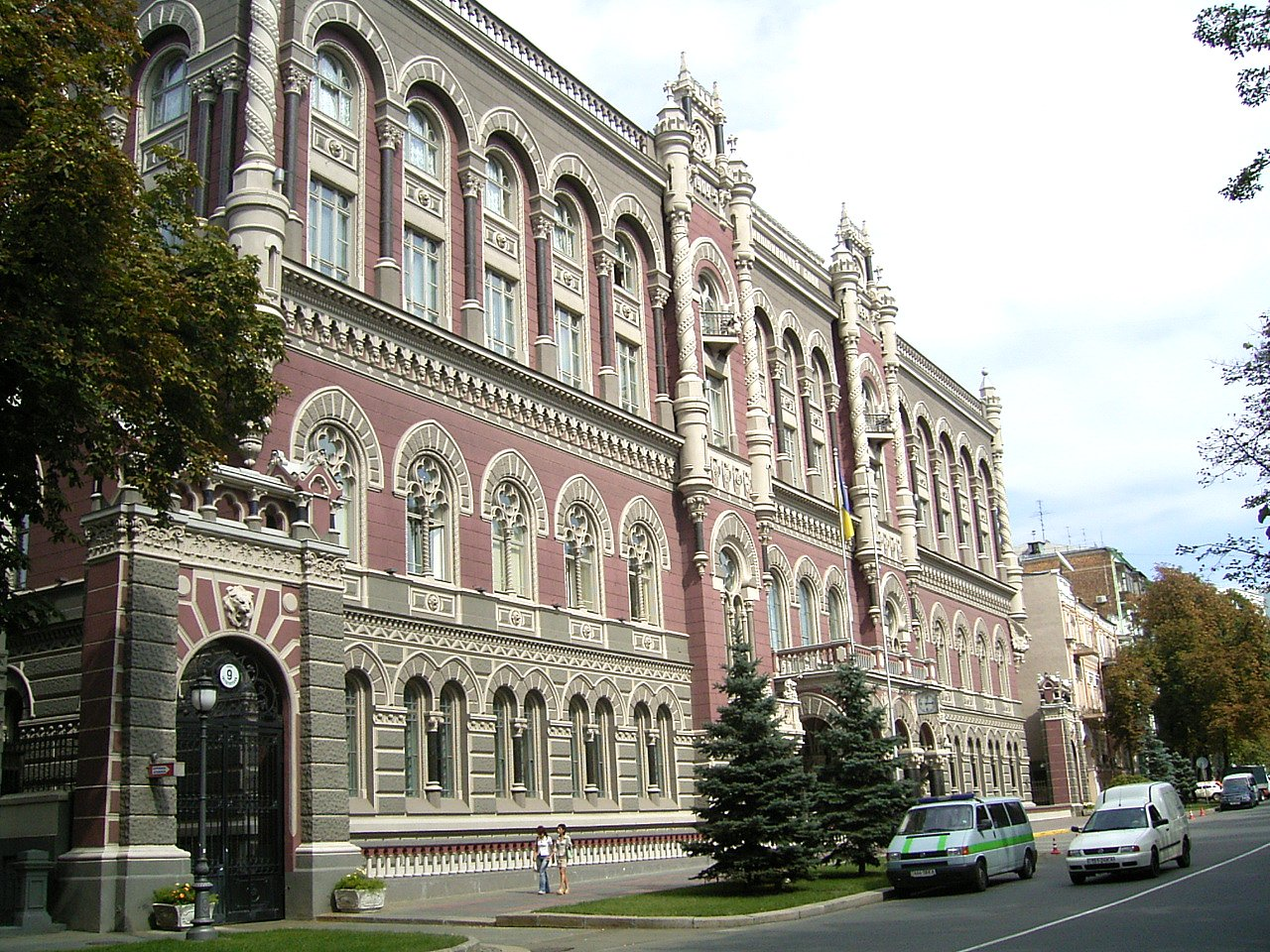
Будівля Національного банку України

На реверсі монети зображено будівлю театру та пам'ятник Ользі Кобилянській, який розміщений перед театром, під ним — напис «100 РОКІВ», по колу — напис «ЧЕРНІВЕЦЬКИЙ МУЗИЧНО-ДРАМАТИЧНИЙ ТЕАТР ім. О.КОБИЛЯНСЬКОЇ».

## Автори
- Художники: Таран Володимир, Харук Олександр, Харук Сергій.
- Скульптор — Іваненко Святослав.

## Вартість монети
Ціна монети — 530 гривень, вказана на сайті Національного банку України 2013 року.
Фактична приблизна вартість монети з роками змінювалася так:
| Рік        | 2010 | 2011 | 2012 | 2013 | 2014 | 2015 | 2016 | 2017 | 2018 | 2019 | 2020 | 2021 | 2022  | 2023  | 2024  | 2025  |
| ---------- | ---- | ---- | ---- | ---- | ---- | ---- | ---- | ---- | ---- | ---- | ---- | ---- | ----- | ----- | ----- | ----- |
| Ціна, грн. | 370  | 420  | 480  | 500  | 430  | 550  | 750  | 770  | 850  | 710  | 680  | 920  | 1 150 | 1 500 | 2 300 | 2 300 |